# セラミック発振子
セラミック発振子（セラミックはっしんし、 ceramic resonator ）とは、固有の周波数で発振する電子部品である。主な用途は、マイクロプロセッサなどのデジタル回路におけるクロック信号源としてである。その他、テレビ、ビデオ、電装機器、電話機、複写機、カメラ、音声合成装置、通信機器、リモコン、おもちゃ、といった幅広い分野でのタイミング回路でもよく使われている。

## パッケージ
基本的には2端子型の素子であるが、負荷コンデンサを2つ内蔵して3端子型としたものが一般的で、発振回路の部品点数や占有面積を削減することができる。パッケージには表面実装型や挿入実装型がある。3端子型のものでは、2本の端子間で発振が起こり、3本目の端子はGNDに接続する。

## 構成
セラミック発振子は、チタン酸ジルコン酸鉛（PZT）を主体とする高安定の圧電性セラミックを機械的な共振器として利用している。電圧を加えると圧電効果により変形が生じ、固有の周波数において共振が起きる。この共振周波数は振動モードおよびセラミック基材の寸法（長さ、厚み）により決定される。
水晶振動子よりも小型で安価であるため、水晶振動子の代わりに電子回路の基準クロックや信号源として使われることが多い。しかし周波数の精度では劣るため、それほど精度が求められない回路に限られる（水晶の周波数精度は誤差0.001%だが、PZTでは0.5%である）。

### 振動モード
セラミック発振子に用いられる振動モードには以下のようなものがある。

#### 長さ振動
長方形の板の長さが伸縮する振動モード。圧電セラミックの分極方向および印加する電圧の方向は板の厚み方向である。共振周波数は板の長さに反比例する。発振周波数が数百kHzの発振子に用いられる。

#### 拡がり振動
正方形または円形の板の面内方向に広がったり縮んだりする振動モード。分極方向および印加する電圧の方向は板の厚み方向である。共振周波数は板の大きさ（辺の長さまたは直径）に反比例する。発振周波数が数百kHzの発振子に用いられる。

#### 厚み滑り振動
長方形の板の両面が互いにずれるように振動するモード。分極方向は板の面に平行であり、印加する電圧は板の厚み方向である。共振周波数は板の厚みに反比例する。発振周波数が数MHzの発振子に用いられる。

#### 厚み縦振動
板の厚み方向に伸縮する振動モード。分極方向および印加する電圧の方向は板の厚み方向である。共振周波数は板の厚みに反比例する。発振周波数が数MHzの発振子に用いられる。
また、チタン酸鉛系の圧電セラミックを用い、エネルギー閉じ込め（後述）を利用した厚み縦3次高調波振動モードは発振周波数が数十MHzの発振子に用いられる。これは、チタン酸鉛系セラミックでは厚み縦基本波でエネルギー閉じ込めが起こりにくいためである。

#### エネルギー閉じ込め
セラミック基材の一部のみに電極を設けた圧電素子では、振動のエネルギーが電極近傍のみに集中する現象が起こる。これをエネルギー閉じ込めという。エネルギー閉じ込め型の振動モードでは電極のない部分が振動に関与しないため、振動に影響を与えないように素子をケースに固定することが容易である。